# Bocicoel
Bocicoel – wieś w Rumunii, w okręgu Marmarosz, w gminie Bogdan Vodă. W 2011 roku liczyła 763 mieszkańców.